# Mont-Saint-Jean (Aisne)
Mont-Saint-Jean – miejscowość i gmina we Francji, w regionie Hauts-de-France, w departamencie Aisne.
Według danych na styczeń 2014 roku gminę zamieszkiwało 81 osób, a gęstość zaludnienia wynosiła 20,5 osób/km².